# Jamné
Jamné (prononciation: [ˈjamnɛː]) (en allemand : Jamny) est une commune du district de Jihlava, dans la région de Vysočina, en République tchèque. Sa population s'élevait à 577 habitants en 2024.

## Géographie
Jamné se trouve à 11 km à l'est-nord-est de Jihlava et à 118 km au sud-est de Prague.
La commune est limitée par Ždírec au nord-ouest, par Věžnička et Dobroutov au nord, par Zhoř à l'est, par Rybné, Kozlov et Velký Beranov au sud, et par Měšín à l'ouest.

## Histoire
Jamné aprobablement été fondée dans la seconde moitié du XIIIe siècle dans le cadre de la colonisation de la région par le monastère bénédictin de Třebíč.

## Administration
La commune se compose de deux sections :
- Jamné
- Lipina

## Transports
Par la route, Jamné  se trouve à 11,5 km de Jihlava et à 132 km de Prague. La commune est desservie par l'autoroute D1 ( 119).